# Interrobang

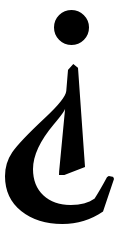
Versión del Interrobang puesto al revés como signo inicial

El interrobang (pronunciado /ɪn'tɛrəbæŋ/; Unicode: ⸘‽)  o exclarrogativo es un signo de puntuación inglés no estándar. Su uso está poco extendido y se creó con el objetivo de combinar la función del signo de interrogación con el de exclamación (conocido en la jerga inglesa de la imprenta como bang). El carácter tipográfico es la superposición de ambos signos. Es frecuente el uso de ambos signos consecutivamente para esta misma función; e. g., «¿¡Cómo has podido hacer algo así!?», «⸘Cómo has podido hacer algo así‽»

## Uso
Una oración terminada en interrobang:
1. formula una pregunta de manera emocionada
2. expresa emoción o incredulidad en forma de pregunta
3. hace una pregunta retórica.

Ejemplos:
- ⸘Cuánto te han costado los zapatos‽
- ⸘Vas a salir con ella‽
- ⸘Hizo qué‽

## Historia

### Varios signos de puntuación
Muchos escritores, sobre todo en textos informales, han usado múltiples signos de interrogación para expresar sorpresa y pregunta en la misma frase.
Aunque es frecuente que el signo de interrogación se escriba primero (para destacar la pregunta) no existe una regla universal al respecto. Este orden tiene la ventaja de eliminar ambigüedades en los idiomas sin caracteres de apertura. En ámbito matemático el signo ! significa factorial, con lo que la frase "What is 5!?" («¿¡Qué es 5!?») podría interpretarse como «¿Qué es 5!?», una pregunta acerca del valor de cinco factorial.
Es también habitual en una situación informal el utilizar varios signos de interrogación y exclamación para un mayor énfasis:
¡¿¡¿¡¿Hizo qué?!?!?!
Al igual que múltiples signos de interrogación y exclamación este uso se considera demasiado pobre para un texto formal.

### La invención del interrobang
El estadounidense Martin K. Speckter inventó el interrobang en 1962. Como jefe de una agencia publicitaria, Speckter pensó que un solo signo de puntuación quedaría mejor en los anuncios con preguntas retóricas. Propuso el concepto de un único signo de puntuación en un artículo en la revista TYPEtalks. Speckter pidió a los lectores nombres posibles para el nuevo carácter. Entre los propuestos se encontraban rhet, exclarotive y exclamaquest, pero él eligió interrobang. Eligió el nombre en referencia a los signos que lo inspiraron: interrogatio en Latín "pregunta retórica" o "interrogatorio" y bang el nombre que se da en inglés en la jerga de la imprenta al signo de exclamación.
En 1966, Richard Isbell de la American Type Founders publicó la fuente Americana e incluyó el interrobang como uno de los caracteres. En 1968 existía una tecla interrobang en algunas máquinas de escribir Remington. En los 80 era posible comprar teclas y tipos interrobang para máquinas Smith-Corona. El interrobang estuvo de moda durante los 60, la palabra 'interrobang' incluso aparecía en algunos diccionarios y el signo aparecía en artículos de revistas y periódicos.
Pero el interrobang no pasó de ser una moda pasajera. No se ha convertido en un signo de puntuación estándar. Aunque la mayoría de las tipografías no incluyen el interrobang este no ha desaparecido: Microsoft proporciona varios tipos de interrobang en su fuente Wingdings 2 (en las teclas }/] y ~/`) incluida en Microsoft Office. Se aceptó en Unicode y está presente en varias fuentes como Lucida Sans Unicode, Arial Unicode MS, y Calibri, la fuente por defecto en el Office 2007.
El equivalente francés es el «point exclarrogatif», que expresa una idea similar - la fusión entre «point d'interrogation» (?) y «point d'exclamation» (!).

## El interrobang invertido
Es una versión invertida del interrobang (combinación de ¿ y ¡), para ser utilizada en español y asturiano. Michael Everson propuso su inclusión en el estándar Unicode. El Comité Técnico Unicode e ISO/IEC JTC1/SC2/WG2 han aceptado que se incluya en el estándar con el código tentativo U+2E18 (?). Actualmente la ambigüedad enfática se expresa en los idiomas hispanos usando un signo de puntuación a cada lado de la frase: ¡Verdad? o ¿Verdad!, uso aceptado por la RAE (3b).

## Exposición
El interrobang no es un signo de puntuación estándar. Algunas fuentes modernas incluyen un glifo para el carácter interrobang.  El carácter tiene el código Unicode U+203D. Se puede utilizar en documentos HTML con el código &#8253;. El interrobang puede ser utilizado en algunos procesadores de texto con el código alt ALT+8253 cuando se utiliza una fuente que incluya el carácter o cuando se utiliza un sistema operativo que realice sustitución de fuentes.
El interrobang puede mostrarse en LaTeX usando el paquete textcomp y el comando \textinterrobang. El interrobang invertido también se incluye en el paquete y se utiliza con el comando \textinterrobangdown.
Dependiendo del navegador y de las fuentes instaladas solo se mostrarán algunos ejemplos.
| Imagen | Fuente por defecto | Fixed | Palatino Linotype | Calibri | Arial Unicode MS | Code2000 | Unicode |
| ------ | ------------------ | ----- | ----------------- | ------- | ---------------- | -------- | ------- |
|        | ‽                  | ‽     | ‽                 | ‽       | ‽                | ‽        | ‽       |

## Uso de los símbolos de admiración e interrogación combinados en castellano
Según la RAE:
Cuando el sentido de una oración es interrogativo y exclamativo a la vez, pueden combinarse ambos signos, abriendo con el de exclamación y cerrando con el de interrogación, o viceversa: ¡Cómo te has atrevido? / ¿Cómo te has atrevido!; o, preferiblemente, abriendo y cerrando con los dos signos a la vez: ¿¡Qué estás diciendo!? / ¡¿Qué estás diciendo?!
De acuerdo con esto, el símbolo interrobang no es necesario en la escritura en castellano, y la RAE no acepta su uso